# Agylla hermanilla
Agylla hermanilla är en fjärilsart som beskrevs av Paul Dognin 1894. Agylla hermanilla ingår i släktet Agylla och familjen björnspinnare. Inga underarter finns listade i Catalogue of Life.